# Jean-Baptiste Rondelet
Jean-Baptiste Rondelet (Lione, 4 giugno 1743 – Parigi, 27 settembre 1829) è stato un architetto francese.

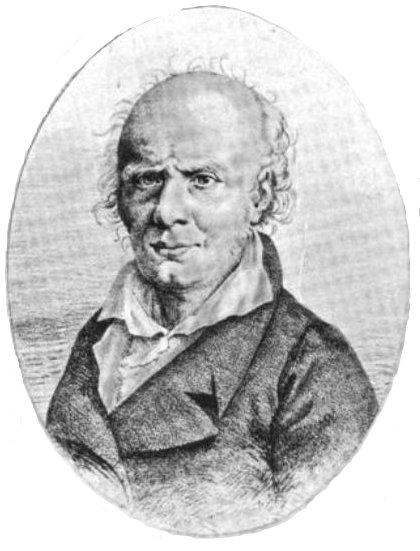
Jean-Baptiste Rondelet

Autore del Traité theorique et pratique de l'Art de Bâtir (Trattato teorico e pratico dell'arte di edificare).

## Vita e opere
Dopo aver studiato presso il Collegio dei Gesuiti di Lione - nel quale ottenne una formazione umanistica, ma anche scientifica - e aver acquisito una certa esperienza dell'attività edilizia frequentando i cantieri del padre Léonard, costruttore, Jean-Baptiste Rondelet si trasferì a Parigi nel 1763. Qui frequentò le lezioni che Jacques-François Blondel teneva all'École de l'Académie Royale d'Architecture, ed in seguito si dedicò all'attività di architetto.
Massone, fu membro della Loggia Sainte Sophie.
L'attività professionale di Rondelet è principalmente legata alla realizzazione della chiesa di Sainte-Geneviève ed alla successiva conversione della stessa a Pantheon dei francesi; dell'edificio curò le modifiche al progetto originale di Jacques-Germain Soufflot e la realizzazione.
I problemi connessi alla statica della costruzione spinsero Rondelet a fornire numerosi contributi tecnici e teorici originali:
- A elaborare la sua teoria sulle volte sferiche (come risposta alle critiche mosse da Pierre Patte al progetto).
- A sperimentare i sistemi di rinforzo degli architravi lapidei con verghe metalliche, con soluzioni che possono essere viste come precorritrici dei moderni metodi di collaborazione tra materiali diversi (come nel calcestruzzo armato).
- A realizzare delle macchine per la misurazione della resistenza dei materiali lapidei utilizzati per i pilastri della cupola.

La chiesa - per la sua leggerezza e per l'attento studio delle forze agenti - è stata da molti considerata come una struttura gotica reinterpretata in forme classiche.
Durante una interruzione dell'attività nel cantiere di Sainte-Geneviève, dal 1783 al 1785 Rondelet compì un lungo viaggio in Italia nel corso del quale studiò attentamente le tecniche costruttive di murature e volte - antiche e moderne - e rilevò le proporzioni geometriche tra le parti (rapporto spessore altezza dei muri, ecc.) di molti edifici, ottenendo i dati necessari all'elaborazione della sua teoria del dimensionamento delle strutture in muratura.
A partire dal 1794 contribuì alla fondazione della École Centrale des Travaux Publics, che nel 1795 divenne École Polytechnique, senza però mai insegnarvi.
Nel 1797 iniziò la stesura della sua opera più importante, il Traité theorique et pratique de l'Art de Bâtir (pubblicato tra il 1802 ed il 1817, per un totale di 10 libri in cinque tomi) che, grazie al successo del metodo proposto, gli garantì i successivi incarichi accademici: l'insegnamento di Costruzione presso la École d'Architecture, tenuto dal 1799 al 1806 (anno in cui questa divenne una sezione della École des Beaux-Arts), e successivamente il corso di Stereotomia e Costruzione, che tenne fino al 1824. Il taglio prettamente scientifico e pratico del suo corso resta però isolato nel piano didattico generale, fortemente concentrato sugli studi storico-archeologici, contrariamente a quanto Rondelet aveva proposto fin dal 1790.

## IlTraité theorique et pratique de l'Art de Bâtir
Il trattato cerca di fondare una scienza del costruire, quale garanzia della solidità, durabilità ed economia dell'architettura; tratta le componenti dell'edificio e l'edificio nel suo complesso da un punto di vista esclusivamente strutturale e costruttivo, senza affrontare il tema della composizione architettonica e dell'ornamentazione. La scomposizione della costruzione in elementi e moduli strutturali rende il trattato di Rondelet sostanzialmente complementare agli insegnamenti di Jean-Nicolas-Louis Durand riportati nel Précis des leçons d'architecture données à l'École Polytechnique (1802-1805).
La fortuna del trattato è legata alla chiarezza del metodo ed alla proposta di strumenti di progettazione di facile applicabilità.
La teoria proposta per le costruzioni murarie non può essere considerata propriamente scientifica: di tipo geometrico proporzionale, è basata sull'analisi empirica di numerosi esempi di edifici storici, accompagnata dall'interpretazione dei reali fenomeni fisici che interessano le costruzioni. Questa teoria ha avuto il merito di fornire soluzioni sufficientemente, ma non eccessivamente a vantaggio di sicurezza per il proporzionamento delle costruzioni in muratura, per le quali la scienza del tempo non era in grado di offrire strumenti adatti. L'enorme successo è testimoniato dal fatto che continuò ad essere applicata in maniera diffusa fino all'inizio del Novecento, quando la struttura con pilastri e travi in calcestruzzo armato divenne predominante, per ragioni di economia e rapidità di esecuzione, ma anche perché la scienza delle costruzioni non era ancora in grado di fornire per l'analisi degli edifici in muratura una teoria con un fondamento scientifico analogo a quella delle strutture a telaio.